# 夏泊半島

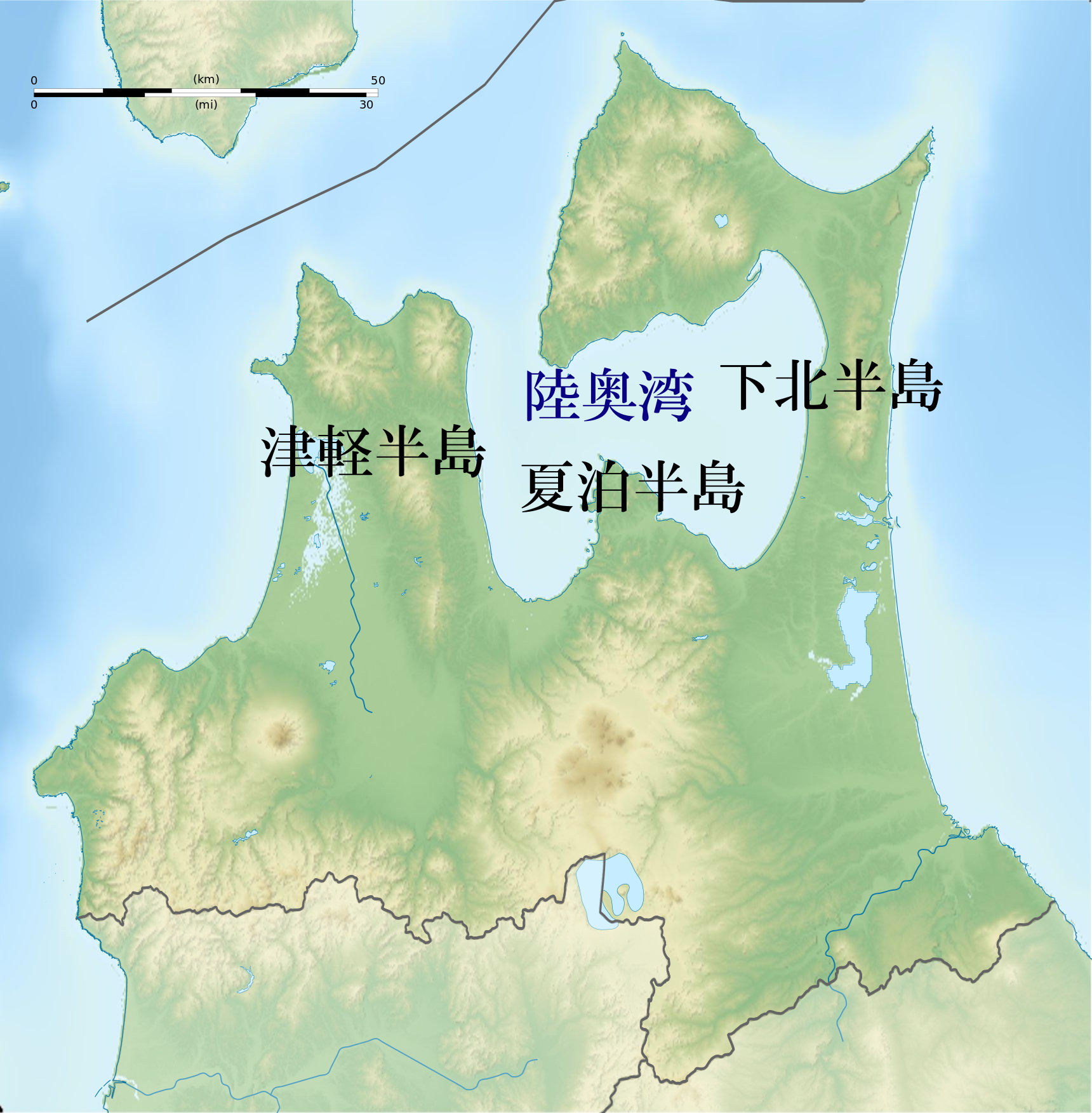
青森県における夏泊半島の位置

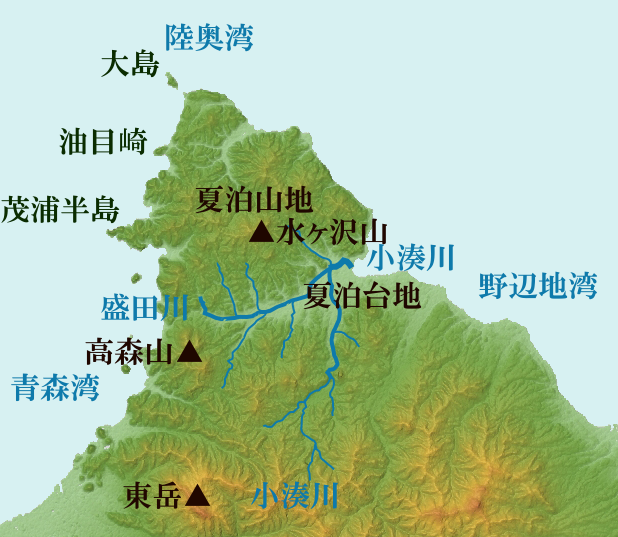
夏泊半島周辺の主要地形

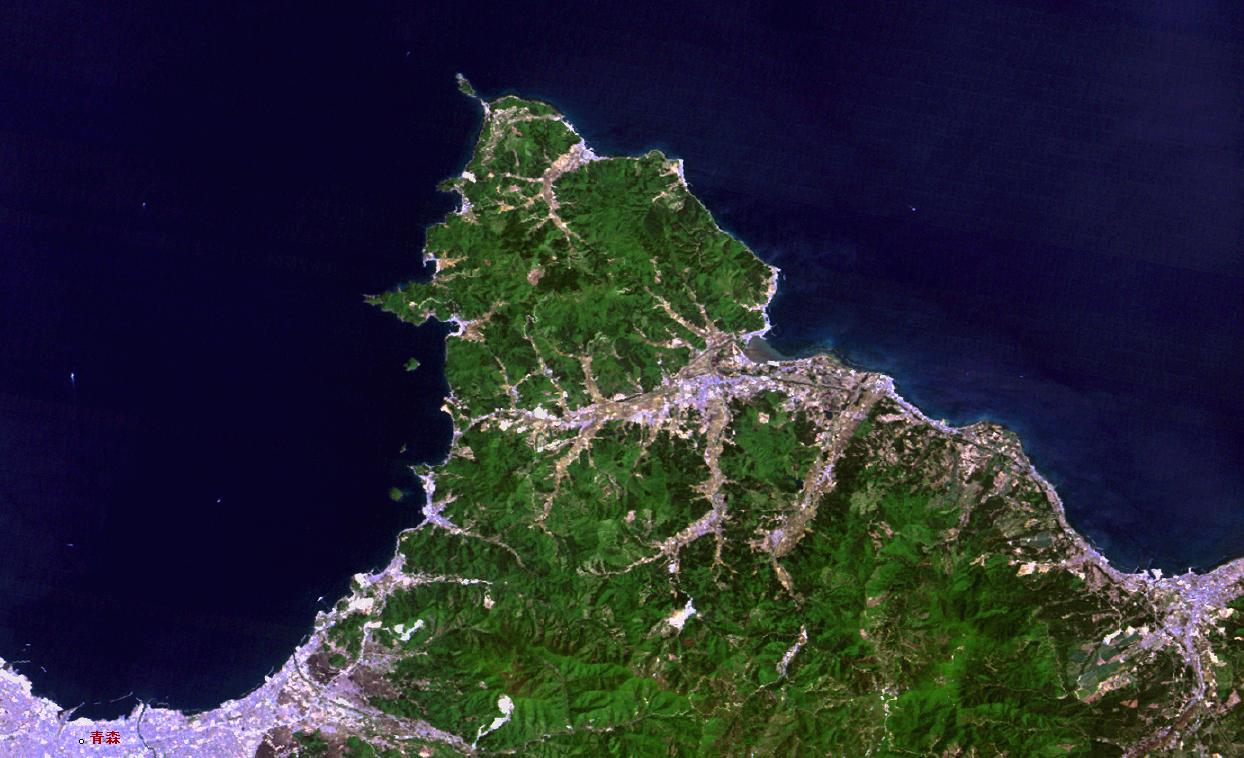
夏泊半島のランドサット画像

夏泊半島（なつどまりはんとう）は青森県中央部、陸奥湾に突き出た半島。夏泊山地とも。半島一帯は1953年（昭和28年）6月に浅虫夏泊県立自然公園に指定されている。

## 地理の概況
陸奥湾（青森県）の中央付近に飛び出た半島部を夏泊半島と呼ぶ。陸奥湾は、夏泊半島を境にして、東の野辺地湾と西の青森湾に区分される。
半島の全域は平内町（東津軽郡）に属しており、おおむね小湊川支流の盛田川と高森山を半島の南限とする。半島の中央部は夏泊山地となっている。半島の北端の突端部は夏泊崎と呼ばれ、その沖には大島がある。
海岸部は西側と東側で様相が異なっていて、「西浜」と呼ばれる西海岸では夏泊山地がそのまま海へと落ち込む断崖絶壁の地勢となっている。この西海岸部には、油目崎や茂浦半島など、海上に突き出た険しい岬状地形がいくつかあり、双子島、茂浦島などの岩礁・小島が散在する。「東浜」と呼ばれる東海岸も平地に乏しいが、海岸段丘や人工的に造られた砂浜がある。南東部の小湊川・盛田川流域には台地状の地形が広がっており、夏泊台地と称する。

### 地質
夏泊半島は全般的に三畳紀からジュラ紀に形成された岩盤を基盤としており、半島の東海岸にある立石付近で観察されることから「立石層」と呼ばれている。この層は主にチャート、石灰岩からなり、石灰岩には三畳紀後期からジュラ紀前期と推定される化石（コノドント）もみられる。また、一部に苦鉄質凝灰岩もみられる。
青森県北部ではふつう、基盤となる岩盤層の上に火山性の溶岩や角礫岩からなる岩盤層（「金ヶ沢層」など）が形成されているが、夏泊半島ではこれがみられない。そのかわりに新第三紀に形成された礫岩や砂岩、凝灰岩からなる厚さ100メートルから150メートルの地層があり、弁慶内を模式地として「弁慶内層」と呼ばれる。弁慶内層は立石層を不整合に覆い、深いところは貝の化石を含む礫岩、上に行くと凝灰質砂岩となっている。
弁慶内層の上には、厚さ230メートルから最大700メートルに達する「東滝層」があり、弁慶内層を整合に覆っている。この層は深いところではシルトや泥岩、その上に流紋岩質の凝灰角礫岩・溶岩、さらにその上に玄武岩質の溶岩、最上部に酸性の凝灰岩が堆積している。
東滝層の上には、「間木層」（最大厚さ400メートル）、「浅所層」（厚さ180メートルから250メートル）が順番に整合して重なっている。間木層は泥岩・頁岩、浅所層は凝灰質の砂岩・シルト岩と凝灰岩からなる。半島の東部ではこの上に整合して「福島層」（主に凝灰質のシルト岩・砂岩、厚さ280メートルから300メートル）が重なっている。半島西部では「茂浦層」（安山岩やデイサイト溶岩、火山砕屑岩からなる集塊岩、最大厚さ1600メートル）が浅所層や福島層に指交している。
このほか一部では、夏泊半島の南西にある東岳山地由来の「東岳層」がみられる。これは石灰岩やチャート、泥質岩から構成されている。

## 半島北部の様相

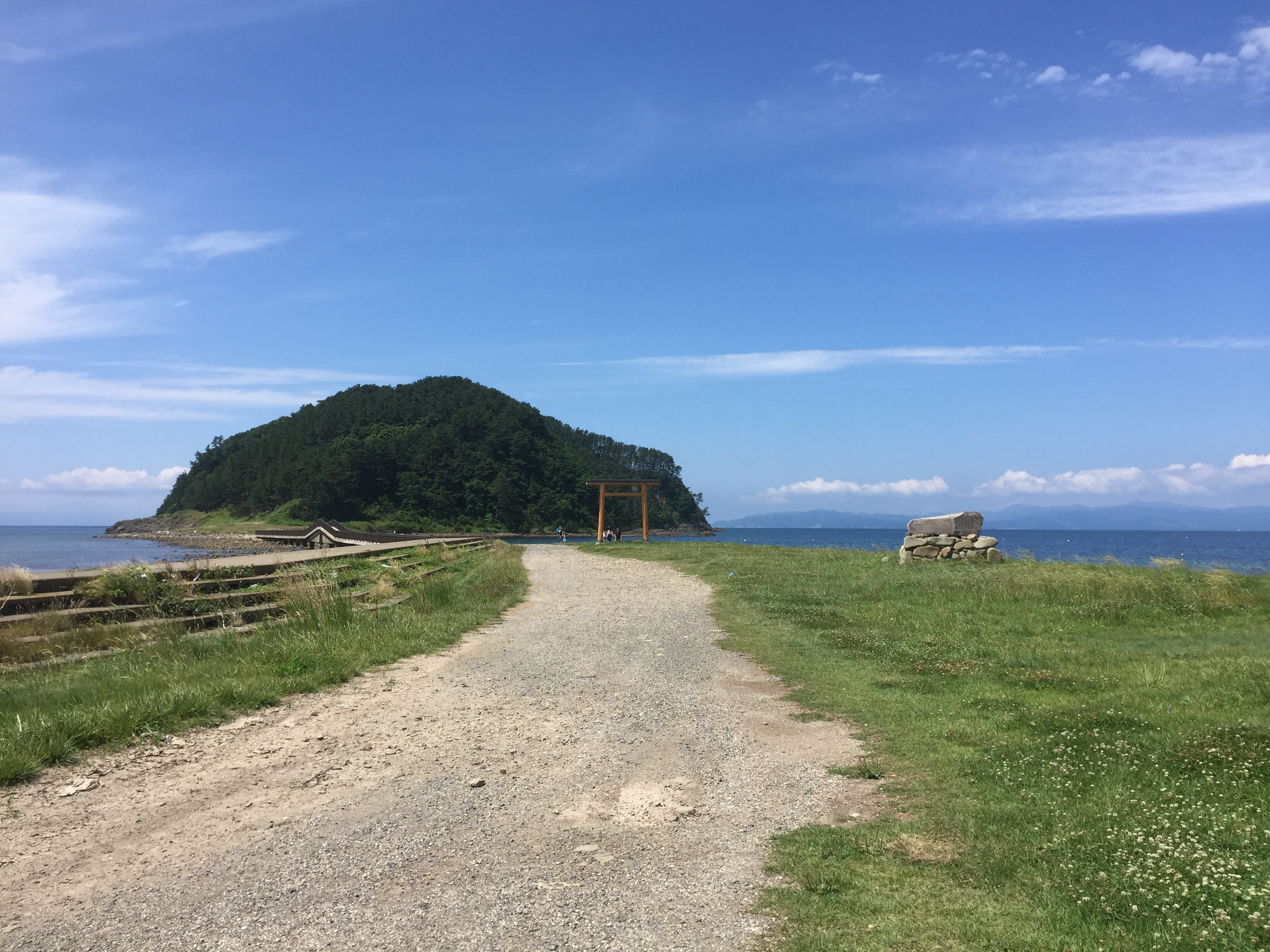
半島北端の夏泊崎と大島

大島（陸奥大島）と大島橋

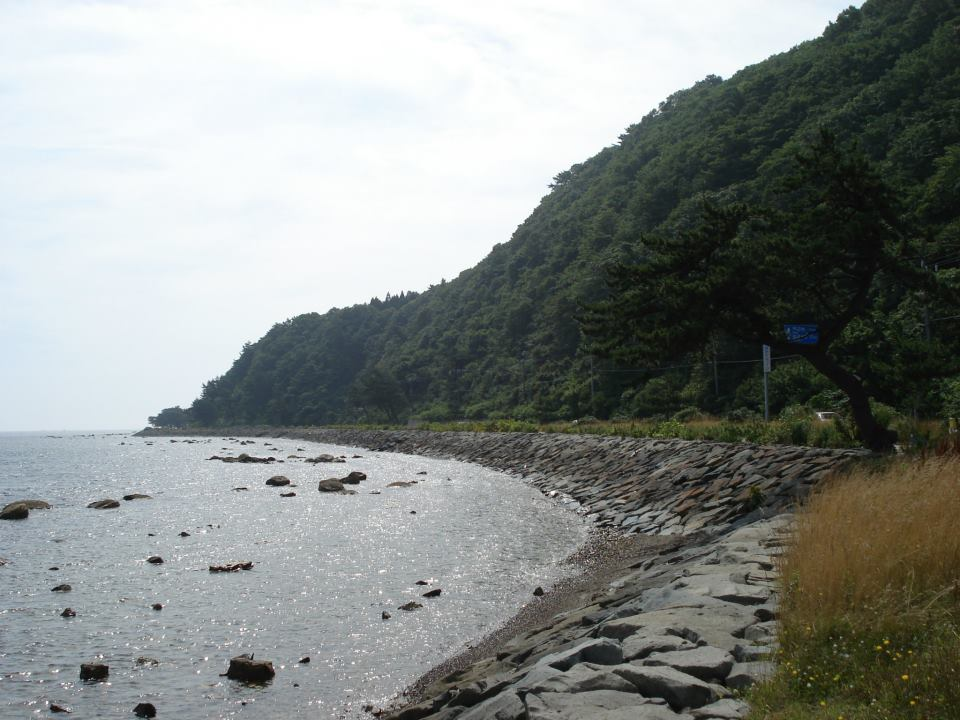
椿山海岸（日本の渚百選）

### 夏泊崎
夏泊半島の北端部を夏泊崎という。その200メートル沖合には大島があり、「大島橋」が架橋されており徒歩で渡島することができる。
岬付近の海岸沿いには江戸時代前半には村が形成されていたが、時期は不明瞭なものの、廃村となった。集落跡には井戸があり、漁師の一時的な住居や放牧に利用されてきた。近年は観光客向けの土産物店などが集まっている。

### 椿山と椿神社
夏泊崎の南側の後背地は海岸段丘になっていて、小高い草地の丘がある。この丘陵地は家畜の放牧地として利用されてきたが、いまは一部がゴルフ場などに利用されている。
この一帯は古くから椿山と呼ばれ、江戸時代からツバキの名所として全国的に知られていた。いまは22ヘクタールあまりの丘陵地に約7000本のヤブツバキが自生する。ここはツバキの自生地の北限として国の天然記念物「ツバキ自生北限地帯」になっている（指定日：1922年（大正11年）10月12日）。
江戸時代に東北地方の旅行記を刊行した菅江真澄（1754年 - 1859年）は、『津河呂の奥（津軽の奥）』の中で当地を「ここらの椿咲きたるは巨勢の春野のたま椿も之をこそよばねと」と評した。また、松浦武四郎（1818年 - 1888年）は『東奥航海日誌』のなかで、「一山椿木斗にして中に松二三株立てり」と記している。
椿神社に伝わる棟札によれば、神社は元禄11年（1698年）に「椿宮女人神」として建立されたのが濫觴である。菅江真澄『津河呂の奥（津軽の奥）』の伝えるところによると、平安時代末期の文治年間（1185年 - 1189年）、現地の女性が近畿地方からやってきた男性と結婚の約束をして送り出したが、約束した期日までに男が戻らなかったために、女性は椿山から海へ身を投げたのだという。まもなく帰ってきた男は、女がすでに亡き者となったのを知って嘆き、山の麓に祀った。このときに近畿から持ってきたツバキの実を植えたことから一帯にツバキが広まったとされており、本来は温暖な地に自生するツバキが本州北部の当地に生えているのはこのためだという。
椿神社はのちに村社となり、女性神ではなくサルタヒコ（旅行・恋愛の神）とシオツチノオジ（航海の神）を奉斎するようになった。寛政9年（1797年）の『津軽俗説選』では、椿神社がサルタヒコを祀るようになったのは、おなじく「ツバキ」を冠する伊勢国一宮の椿大神社（三重県鈴鹿市）の主神がサルタヒコであったことからの伝播だろうという推論が紹介されている。
椿神社付近の海岸では人工的な砂浜の養浜が行われており、5月から初夏にかけてツバキが赤い花を咲かせる椿山とその山麓の椿神社は、景勝地として日本の渚百選（1996年）にも選ばれており、夏泊半島の代表的な観光地の一つとなっている。

## 西浜（西海岸）

夏泊半島の西海岸地形図

青森湾に面する夏泊半島の西海岸は、古くは「西浜」と呼ばれてきた。この西海岸は典型的なリアス式の沈降海岸で、海岸線は切り立った海食崖や複雑な入り江、岩場や岩礁に富む。一帯は好漁場になっており、また製塩も盛んに行われた。
岬から南西側の海岸は久慈浜（久慈ノ浜）と称する。その南にはリアス式の小さな岬があり、油目崎と呼ばれている。

### 茂浦半島
茂浦半島は、夏泊半島の西側に突き出た、東西3キロメートルほどの岬である。周囲は断崖になっており、高いところでは落差100メートルほどにもなる。半島の先端部には双子島、半島の南には茂浦島があり、いずれも好漁場として知られる。
半島の付け根にある茂浦地区では江戸時代に海水を煮詰めて製塩が行っていた。最盛期には年間6000俵もの塩を産出し、塩は青森に運ばれて米と交換されていた。地域には塩釜神社が祀られている。
茂浦は水産業の拠点にもなっており、1966年（昭和41年）から1967年（昭和42年）にかけて青森県が約2億円を投じ、県立の水産総合研究センター増養殖研究所（地方独立行政法人青森県産業技術センター、旧・青森県水産増殖センター）を開設した。同所はホタテガイの養殖研究などを担っており、青森県の水産業の重要基地に位置づけられている。
茂浦半島から南へ1キロメートルほど沖合にある茂浦島は、周囲約1.4キロメートル、最高地の標高107メートルの無人島である。大正時代にキツネの繁殖事業が試みられ、秩父宮・高松宮が1921年（大正10年）に養狐の状況を視察に訪れている。島でのキツネの繁殖自体には成功したが、成獣になると島から逃げ出したりするものがあり、事業化には至らなかった。

## 東浜（東海岸）

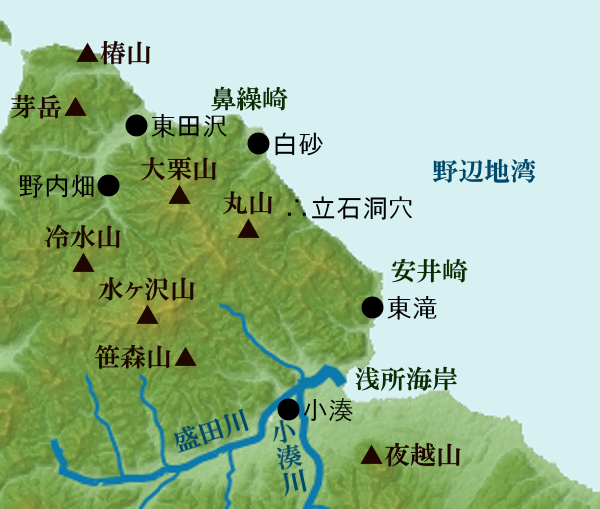
東海岸地形図

野辺地湾に面する夏泊半島の東部は、隆起性の地盤になっていて、岩盤が延びている。こちらには海岸段丘がみられ、更新世に形成された砂礫が堆積している。西風の影響のない野辺地湾はこうした堆積物により浅い海になっていて、東海岸にはところどころに砂浜もみられる。一部では人工的に砂浜を養生して海水浴場となっているところもある。半島北端の夏泊崎から、平内町中心部をなす小湊川の河口付近の小湊湊・小湊漁港にかけては、割合なだらかな海岸線になっており、その途中にあるいくつかの岬には鼻繰崎、安井崎などの呼称がある。

### 立石洞穴
安井崎の500メートルほど北には、幅15メートル、高さ30メートルほどの巨岩がそびえ立っており、その根部に直径2メートルほどの海食洞がある。1945年（昭和20年）に軍がこの洞穴を火薬庫として利用するため土砂を排出したところ、縄文時代後期に遡る大量の人骨、海獣類の骨角器、貝殻、土器（擦文式土器）などが発見された。
この洞窟の存在は江戸時代から知られており、「平内七不思議」の一つとされている。

### 浅所海岸

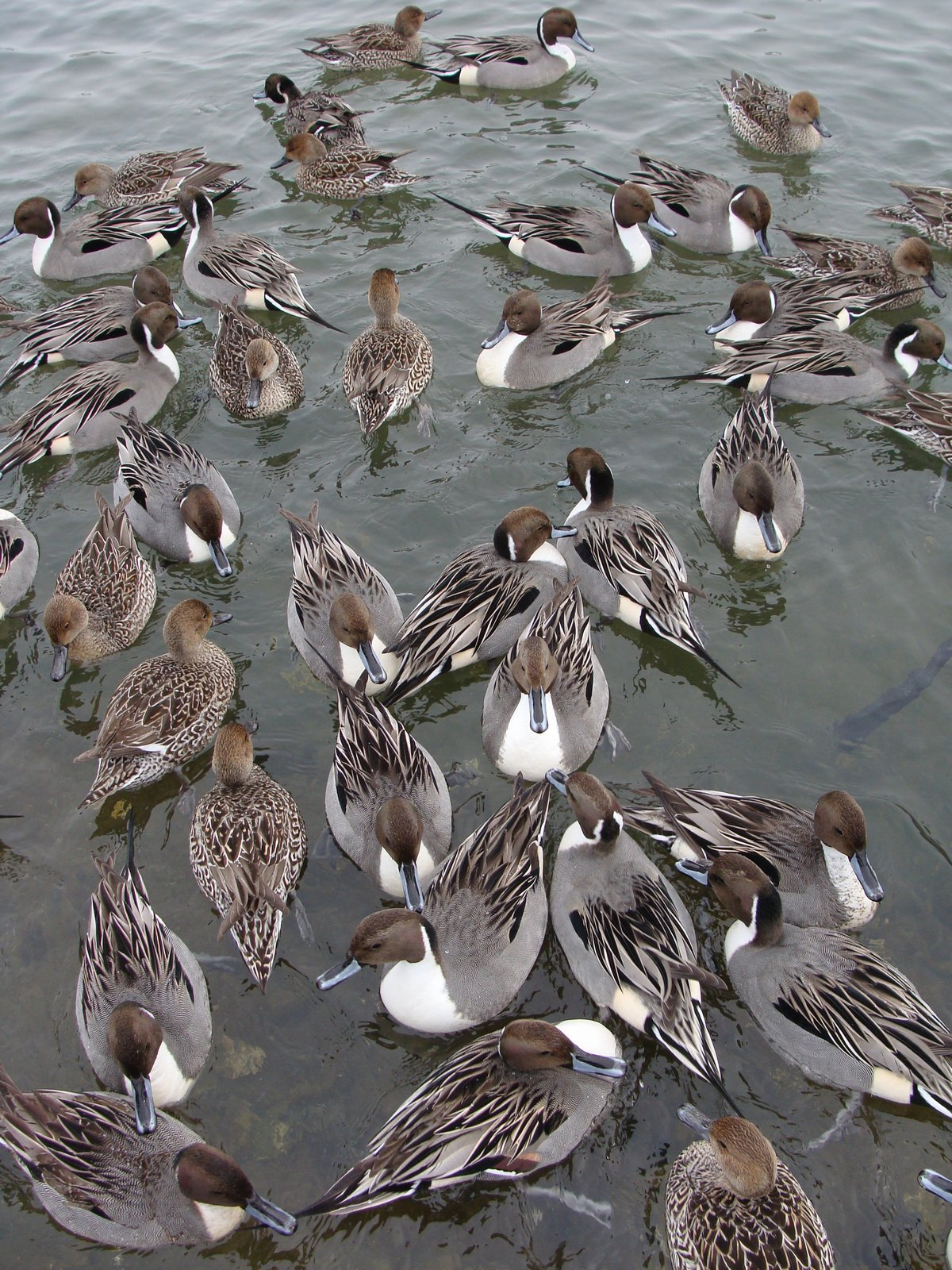
浅所海岸のオナガガモ

小湊川の河口付近は三角州になっていて、小湊川にが運んだ土砂の堆積で遠浅になっている。一帯は浅所海岸と呼ばれ、ハクチョウの渡来地としてよく知られており、「小湊のハクチョウおよびその渡来地」として国の特別天然記念物の指定を受けている（天然記念物としての指定は1922年（大正11年）、特別天然記念物としての指定は1952年（昭和27年））。

## 夏泊山地
夏泊山地は、大地形としては奥羽山脈の一部となっており、その北端部をなす。山地系としては、南側の東岳山地（三角岳山地や十和田山地の異名もある）を経て、八甲田山地へと連なっている。
夏泊山地を構成する峰のなかでは、中央部の水ヶ沢山（標高323.4メートル）が最高峰。このほか山地の北端に位置する横峰（椿山）はツバキが自生する北限として知られる。
山地には巨岩が多く、修験道の信仰の対象になってきた。こうした山は「カンナビ」と呼ばれ、巨岩は「イワクラ」と称された。

## 自然
夏泊半島の植生は、ミズナラやイタヤカエデが中心である。海岸付近ではシナノキが加わった風衝樹林が形成される。砂浜の海岸では人為的に植えられたクロマツ並木もみられる。内陸部ではヒノキアスナロが林を形成しているほか、スギの植樹も行われている。このほか椿山はヤブツバキの自生北限として名高い。

## 歴史
夏泊半島の南東基部にある小湊は、野辺地湾の入江に面し、小湊川がつくる三角州と遠浅の浅所海岸、半島付近では数少ない平坦地である夏泊台地に囲まれている。一帯の丘陵地からは、縄文時代晩期から平安時代にかけての遺跡があり、数多くの石器や土器が見つかっている。
歴史時代については、中世までの夏泊半島は史料に乏しく、あまりよくわかっていない。一帯は陸奥国の外が浜と呼ばれる広い地域に含まれている。夏泊半島の南西に位置する浅虫温泉付近の善知島崎は、『吾妻鏡』に記録される建久1年（1190年）の合戦地とされる。
南北朝時代には「平内城」をめぐって北朝方の曽我貞光と南朝方の南部氏らが争ったとある。しかし史料に登場する南部氏の拠点「平内城」は、その位置がどこであったかは不明確である。所在については諸説あり、平内町内には、小湊、福館、沼館と候補地が3箇所ある。戦国時代後期になると南部氏から分派した津軽氏の勢力下となり、小湊に砦（小湊館）が築かれた。
江戸時代初期には弘前藩の代官所が設置され、のちに弘前藩支藩の黒石藩の管轄となって夏泊半島全域を治めた。江戸時代初期の正保2年（1645年）に作られた津軽郡之絵図には、夏泊半島の沿岸北部にはアイヌの居住地があったことが記されている。浅所海岸に位置する雷電宮は歴代藩主の信仰を集めて保護され、松前藩主、幕府の巡見使も参詣していた。

## 地名の由来
「とまり」は日本語の古語で「港」の意、「なつ」は東北方言で星（北極星）を意味する「のうち」に由来するとされる。夏泊を「のうち」「とまり」と仮定すれば、「星のひかりのように崎々をがとんがり出ていて、船掛かりのよい潤がいくともあるところ」となるという。アイヌ語の「ネトゥトマリ」に由来するとの山田秀三による異説もある。

## 産業
夏泊半島は耕作に適した平地に乏しいうえ、やませや降雪の悪影響が著しく、農業はあまり盛んではなかった。近代に入り、品種改良や機械化の導入により稲作はいくらか伸びたが、減反政策によって減少に転じた。このほか肉用牛の放牧、花卉生産の取り組みが行われた。林業は、江戸時代には製塩用の燃料とするため木材の伐採が行われていた。近代に入るとスギやマツの植林が始まった。このほかキノコ類の栽培が行われている。海産業は古くから盛んで、江戸時代には製塩業が栄え、ほかにナマコ漁も行われていた。近代に入ると漁師たちはニシン、サケ、マスを求めて北海道や樺太へ出稼ぎに出た。
現代はホタテガイの養殖技術が確立されたことから、1960年代以降、陸奥湾全域でのホタテ養殖の中心地となった。平内町はホタテの産地として著名であり、養殖ホタテの水揚げ量全国1位（2016年）など、ながらく国内の水揚げ1位となっている。ホタテの漁獲量は平内町の総漁獲量の98%を超えており、ほかにはカレイ、ヒラメ、アイナメなどが獲られている。ホタテに関連する産業として、加工業や建設業などの第二次産業も成長した。
青森県道9号夏泊公園線の開通により、観光産業にも公費が投じられ、小湊の夜越山森林公園などが整備された。このほか半島の各地には釣り、海水浴、キャンプなどの行楽地がある。平内町では、第一次産業と観光業の相乗効果を目指して、林業や水産業の試験場・生産地を組み入れた観光ルートを策定している。
小湊港は、近代に入って間もない時期から、北海道と本州を結ぶ青函航路の拠点港として着目されていた。1891年（明治24年）に東北本線が開通して小湊駅と東京が鉄路で結ばれると、小湊港の拡張計画が策定されるが事業化には至らなかった。北海道からの石炭の輸送を目的として、1943年（昭和18年）に築港に着手したものの、太平洋戦争の時局下のために工事は進まず、1948年（昭和23年）に一部の埠頭の完成にこぎつけた。これにより第六青函丸を使用しての接岸実験、貨車航走の試験が行われ、小湊駅に貨物ターミナルが整備された。しかし最終的には拠点輸送港としての利用は見送られることになり、港湾施設は漁業用となり、敷地には漁業や加工業者の施設が建設された。

## 交通
夏泊半島の南の基部には、古くから小湊川支流の盛田川沿いに奥州街道が通じており、これが現在の国道4号となっている。半島の沿岸部には道は整備されておらず、内陸の山間地を小道が通じるのみで不便だった。近代になって沿岸を一周する青森県道9号夏泊公園線が整備され、日常生活や物流、観光に利用されるようになった。
夏泊半島は沿岸部の平地に乏しく、海岸にはほとんど道が通じていなかった。半島東北部の野内畑や田沢へは、小湊川の支流に沿って北上し、水ヶ沢山の鞍部（標高150メートル）を越える「小湊越」という約7キロメートルの峠道があるのみだった。そのためこの地域は日常生活に不便をきたしており、1953年（昭和28年）に小湊越の改修が行われ、自動車の通行が可能な道路となった。しかし半島を周回する県道9号の開通後は廃れ、崩壊が著しく自動車の通行は難しくなっている。
青森湾に面した西海岸では、江戸時代の史料に浅虫温泉から茂浦まで磯辺道が通じていた。茂浦へは、盛田川の上流部を経由して小湊と往来する山道があり、その峠部はアネコ坂と称する。「アネコ」は、キツネが娘（アネコ）の姿で現れ、峠を往く人を化かすという伝承に由来するという。この峠道は1933年（昭和8年）に改修が行われて勾配が緩和され、県道9号もここを通るようになった。
鉄道は1891年（明治24年）に東北本線が全通、半島の南東基部に小湊駅、南西基部に浅虫駅が設けられた。その後1939年（昭和14年）に両駅の間に西平内駅が開業した。2010年（平成22年）に東北新幹線が青森まで延伸となった際に、東北本線は第3セクターの青い森鉄道に移管された。
- 青森県道9号夏泊公園線
- 国道4号
- 青い森鉄道線（青い森鉄道）小湊駅・西平内駅